# بلات (بیوانفورماتیک)
بلات (ابزار هم تراز سازی شبیه بلاست) (به انگلیسی: BLAT که مخفف واژگان ‎BLAST-like alignment tool می‌باشد)، یک الگوریتم هم تراز سازی دو به دوی توالی است که در اوایل دهه ۲۰۰۰ میلادی توسط جیم کنت از دانشگاه سانتاکروز کالیفرنیا برای کمک به بازسازی و تفسیر ژنوم انسان ارائه شد.
این الگوریتم در ابتدا به منظور کاهش زمان لازم برای هم تراز سازی میلیون‌ها خوانش ژنوم موش با توالی ژنوم انسان طراحی شده بود. در آن زمان، ابزارهای هم تراز سازی، قادر به انجام این عملیات به نحوی که به روز رسانی بازسازی ژنوم را امکان‌پذیر سازد، نبودند. بلات در مقایسه با ابزارهای پیشین، در هم تراز سازی دی ان ای/ mRNA (ار ان ای پیام رسان) حدود ۵۰۰ برابر و در هم تراز سازی پروتئین/پروتئین حدود ۵۰ برابر سریع تر است.

## مقدمه
بلات یکی از چندین الگوریتم ارائه شده برای آنالیز و مقایسه توالی‌های زیستی مانند دی ان ای ،ار ان ای و پروتئین می‌باشد که با هدف اولیه هم ساخت‌شناسی برای کشف کارکرد زیستی توالی‌های ژنومی طراحی شد.
این الگوریتم برخلاف الگوریتم‌های برنامه‌نویسی پویا از جمله الگوریتم نیدلمن-وانچ و اسمیت-واترمن تضمین نمی‌کند که که هم ترازی بهینه (از نظر ریاضی) را بین دو توالی بیابد. در عوض ابتدا سعی می‌کند که توالی‌های کوتاه که با احتمال بیشتری هم ساخت هستند را به سرعت شناسایی کند و سپس آن‌ها را هم تراز کرده و نواحی هم ساخت را گسترش دهد.

## کاربرد
از بلات می‌توان برای هم تراز سازی توالی‌های دی ان ای، پروتئین و همچنین توالی‌های ترجمه شده نوکلئوتید (mRNa و دی ان ای) استفاده کرد (این الگوریتم روی توالی‌های با مشابهت بسیار عمل می‌کند).
لازم است ذکر شود که جستجوی دی ان ای بیشتر در نخستی سانان و جستجوی پروتئین بیشتر در مهره داران کارامد است.
علاوه بر این، توالی‌های پروتئین نسبت به توالی‌های دی ان ای، برای تشخیص تطابق‌های با فاصله زیاد و هم چنین آنالیز میان گونه ای کار آمد تر هستند.
کاربردهای رایج بلات شامل موارد زیر می‌باشد:
- هم تراز سازی چندین توالی mRNA با یک بازسازی ژنوم برای پی بردن به مختصات ژنومی.[۶]
- هم تراز سازی یک توالی پروتئین یا mRNA از یک گونه بر پایگاه داده‌ای از توالی‌های یک گونه دیگر برای تعیین هم ساختی.

بلات برای هم ترازی‌های میان گونه ای، مشروط بر این که گونه‌ها خیلی متفاوت نباشند، بسیار کارامد است زیرا این الگوریتم به تطابق کامل احتیاج نداشته و عدم تطابق را در هم ترازی می‌پذیرد.
- هم تراز سازی ۲ توالی پروتئینی.
- تعیین توزیع نواحی بیانه ای(exonic) و میانه ای(intronic) یک ژن.[۵][۶]
- شناسایی اعضای خانواده یک ژن مورد پرسش.[۵][۶]
- نمایش توالی کدینگ پروتئین برای یک ژن معین.[۵][۶]

بلات برای پیدا کردن تطابق‌های بین توالی‌هایی از طول حداقل ۴۰ باز که بیش از ۹۵ درصد نوکلئوتید یا بیش از ۸۰ درصد از پروتئین ترجمه شده شان مشترک است، طراحی شده‌است.

## روند کلی
از بلات برای پیدا کردن نواحی مشابه توالی مورد پرسش در بانک اطلاعاتی ژنومی هدف استفاده می‌شود.
روند کلی الگوریتم بلات شبیه بلاست است از این نظر که ابتدا قسمت‌های کوتاه که تعداد معینی عضو مطابق هم دارند را جستجو می‌کند، سپس این هم ترازی‌های کوتاه در هر دو جهت گسترش می‌یابند تا جفت‌هایی با امتیاز بالا ایجاد کنند. هرچند بلات، برای ساخت فهرست از رویکرد متفاوتی نسبت به بلاست استفاده می‌کند که به آن اجازه می‌دهد که به سرعت پایگاه‌های داده خیلی بزرگ پروتئین و ژن را برای یافتن مشابهت با یک توالی مورد پرسش بررسی کند.
این کار با نگه داشتن یک فهرست شاخص بندی شده(جدول در هم سازی) از پایگاه داده هدف در حافظه انجام می‌شود که به‌طور قابل ملاحظه ای زمان لازم برای مقایسه توالی مورد نظر و پایگاه داده هدف را کاهش می‌دهد.
این فهرست با در نظر گرفتن مختصات همه k-تایی های (کلمات با k حرف) بدون هم پوشانی در پایگاه داده هدف، به جز k-تایی‌های بسیار تکرار شده، ساخته می‌شود. سپس بلات فهرستی از همه k-تایی‌های دارای هم پوشانی در توالی مورد پرسش می‌سازد و در پایگاه داده هدف آن‌ها را جستجو می‌کند تا فهرستی از تطابق‌های بین توالی‌ها به دست آید. (شکل ۱ این روند را نشان می‌دهد)

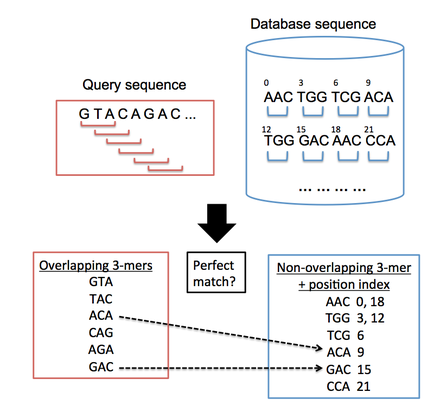
شکل ۱:ساخت k تایی‌های بدون همپوشانی از پایگاه داده هدف و k تایی‌های دارای هم پوشانی توالی مورد پرسش. (برای K=۳)

## الگوریتم
تمامی برنامه‌های سریع هم تراز سازی، مسئله را به دو مرحله تقسیم می‌کنند.
در ابتدا در «مرحله جستجو»، برنامه مناطقی از دو توالی که احتمالاً هم ساخت هستند را شناسایی می‌کند.
سپس در «مرحله هم تراز سازی» برنامه با جزئیات بیشتری به بررسی این مناطق می‌پردازد و برای مناطقی که طبق برخی از معیارها واقعاً هم ساخت هستند، هم ترازی ایجاد می‌کند.
هدف از مرحله جستجو، کشف اکثر قریب به اتفاق مناطق هم ساخت و هم چنین کاهش تعداد توالی‌هایی است که به مرحله هم تراز سازی منتقل می‌شود.

### مرحله جستجو
برای جستجوی نواحی هم ساخت، ۳ راهبرد مختلف استفاده می‌شود:
1. روش اول مستلزم یک تطابق کامل میان توالی مورد پرسش و توالی‌های پایگاه داده می‌باشد (یعنی ۲ کلمه k-تایی دقیقاً یکسان باشند). این رویکرد عملی‌ترین روش محسوب نمی‌شود زیرا دستیابی به سطوح بالای حساسیت، مستلزم کوچک بودن k-تایی هاست که نتیجتاً تعداد بازخوردهای مثبت کاذب و در نتیجه مدت زمان صرف شده در مرحله هم تراز سازی الگوریتم را افزایش می‌دهد.[۱]
2. روش دوم وجود حداقل یک عدم تطابق بین دو کلمه k-تایی را امکان‌پذیر می‌کند که باعث کاهش تعداد مثبت‌های کاذب می‌شود و حضور k-تایی‌های بزرگتر را ممکن می‌سازد که از نظر محاسباتی نسبت به روش قبلی هزینه به کار بردن کمتری دارند. این روش در شناسایی مناطق هم ساخت کوچک بسیار کارامد است.[۱]
3. روش سوم مستلزم وجود چندین تطابق کامل است که در نزدیکی هم قرار دارند. کنت نشان می‌دهد که این تکنیک بسیار مؤثر بوده و قادر به در نظر گرفتن درج و حذف‌های کوچک در مناطق هم ساخت است.[۱]

### مرحله تراز
درمرحله تراز یک هم تراز سازی دقیق بین توالی مورد نظر و مناطق هم ساخت انجام می‌شود.
مرحله تراز برای هم تراز سازی‌های نوکلئوتیدی و پروتئینی کاملاً متفاوت است و هر دو محدودیت‌هایی دارند که آن‌ها را کاندیدهای خوبی برای ارتقاءهای آینده بلات می‌سازد.

## بلات در مقایسه با بلاست
تعدادی از تفاوت‌های بلات و بلاست در زیر آمده اند:
- بلات پایگاه داده ژنوم / پروتئین را فهرست بندی می‌کند، این فهرست را در حافظه نگه می‌دارد و سپس توالی مورد نظر را برای یافتن تطابق بررسی می‌کند. اما بلاست یک فهرست از توالی‌های مورد پرسش ایجاد می‌کند و در پایگاه داده برای یافتن تطابق جستجو می‌کند.[۱]
- بلات می‌تواند چندین تطابق کامل یا نزدیک به کامل را گسترش دهد (پیش فرض برای جستجوی نوکلئوتید ۲ تطابق کامل با طول ۱۱ و برای جستجوی پروتئین، ۳ تطابق کامل از طول ۴ می‌باشد)، در حالی که بلاست تنها وقتی که یک یا دو تطابق در نزدیکی یکدیگر اتفاق می‌افتند، آنها را گسترش می‌دهد.[۱]
- بلات هر ناحیه هم ساخت بین دو توالی را به هم متصل کرده و یک هم ترازی بزرگتر ایجاد می‌کند، بر خلاف بلاست که هر منطقه هم ساخت را به عنوان یک تراز محلی جداگانه بازمی‌گرداند. نتیجه بلاست لیستی از بیانه ها (اگزون‌ها) است در حالی که بلات، هر باز mRNA را به‌طور صحیح بر روی ژنوم قرار می‌دهد، از هر باز فقط یک بار استفاده می‌کند و می‌تواند برای شناسایی مرزهای میانه (اینترون)- بیانه (اگزون) استفاده شود.[۱]
- بلات نسبت به بلاست حساسیت کمتری دارد.[۲]

## استفاده از برنامه
از بلات به عنوان یک برنامه مبتنی بر وب یا یک برنامه مستقل استفاده می‌شود.